# Burchell Alexander McPherson
Burchell Alexander McPherson (Mavis Bank, Surrey, Jamaica, 7 de maio de 1951) é um bispo católico, nomeado para a Diocese de Montego Bay pelo Papa Francisco em 11 de abril de 2013.

## Vida
Converteu-se ao catolicismo em 1976, aos 25 anos. Participou das associações de jovens católicos na Jamaica e foi nomeado administrador leigo da paróquia de São Pio X . Em 1986, foi ordenado diácono permanente, e em 1988, entrou no Seminário Maior de São Michael, em Kingston.
Em 23 de Junho de 1991, foi ordenado sacerdote da Arquidiocese de Kingston na Jamaica.